# NAGANUMA Blue Base
NAGANUMA Blue Base（ながぬまブルーベース）は、北海道夕張郡長沼町舞鶴地区にある養豚場をリノベーションした地域密着型複合カフェ。「焚き火ができるカフェ」として田園風景を前に料理や夜空を楽しめるほか、モルックなども体験可能。「焚き火や景色を眺めながら癒しを与えるカフェ」がコンセプト。

## 沿革
約40年以上に使われていなかった豚舎を改装した施設で、カフェを始める前に日本一周した経験があるオーナー夫妻が、2021年（令和3年）に札幌から長沼に移住し、2022年（令和4年）11月にオープンさせた。
白い建物と青い屋根、木の横の看板が目印。
店内は、広々とした空間にゆったりとテーブル席を並べている。木を基調とした手作り感があり、外から入る日差しと店内のランプがゆったりとした雰囲気を演出している。、広く天井の高い梁が照明やインテリアと良くマッチしており、窓際のカウンターに座ると緑に溢れた風景を楽しめる。
できる限り自分たちの手でリノベーションしており、テーブル等は廃材を使用しているほか、外壁は地元の人たちと一緒にペンキを塗っている。
「非日常を味わってほしい」とあえて時計を設けていない。
店内には本橋製作所（宮城県）や小沢製作所（東京都）、WATSON（福岡県）の焚き火台が並び、敷地内では焚き火体験で使用できるほか、夏は田園風景を眺めながら、1日1組限定のプライベートキャンプも受け付けており、夜空を1組だけで楽しめる。

### ギャラリー

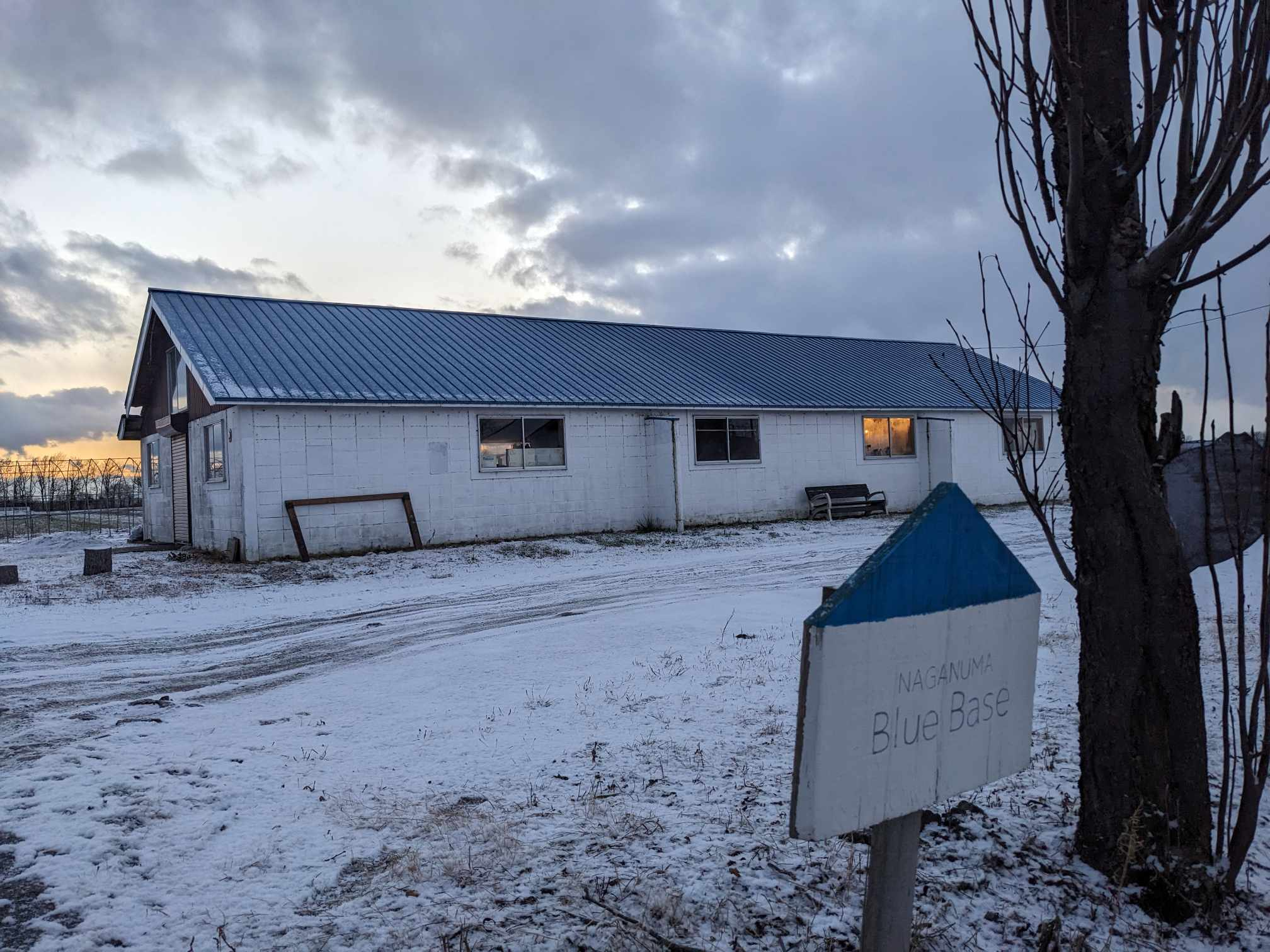
店先と看板
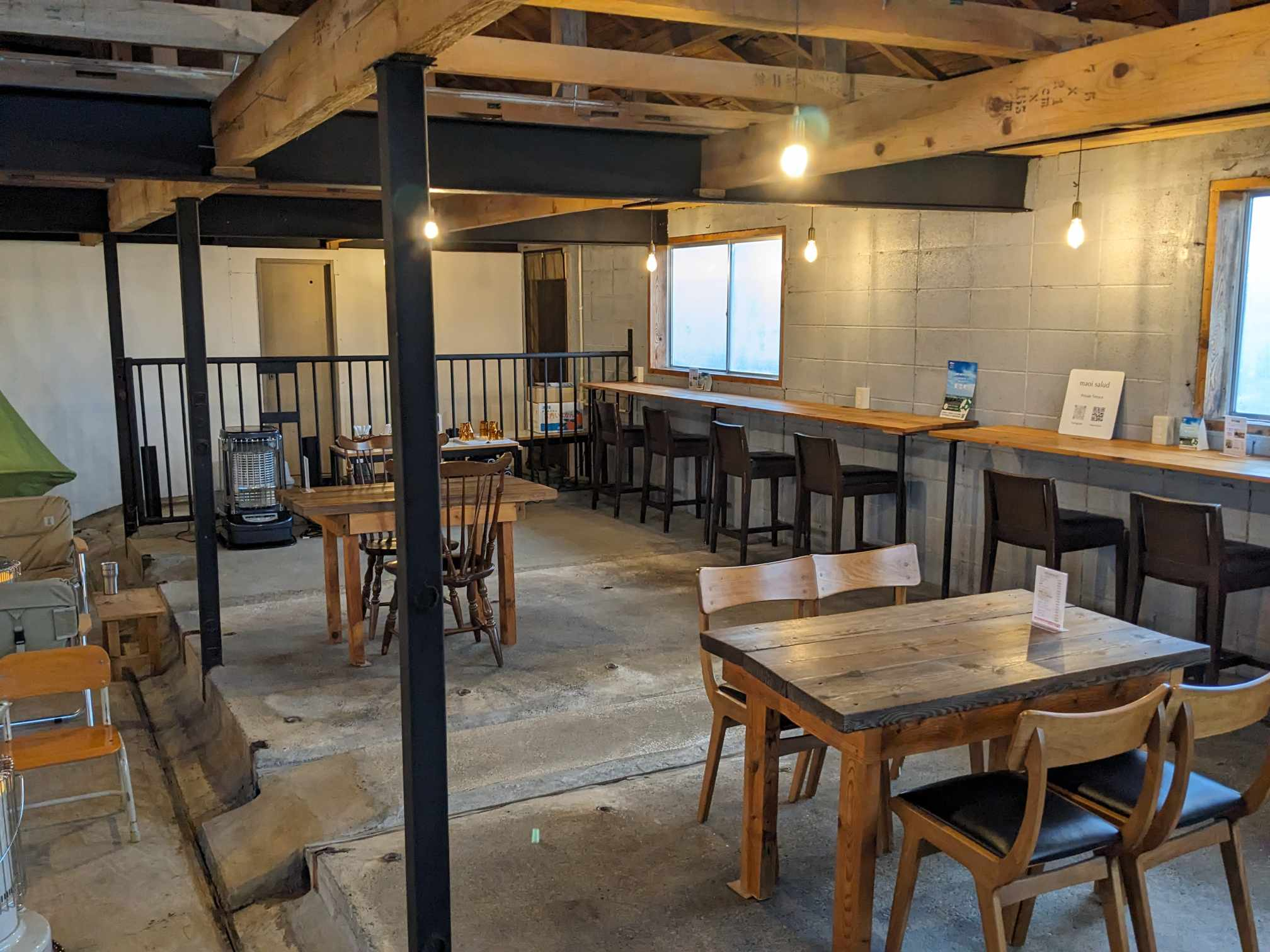
店内
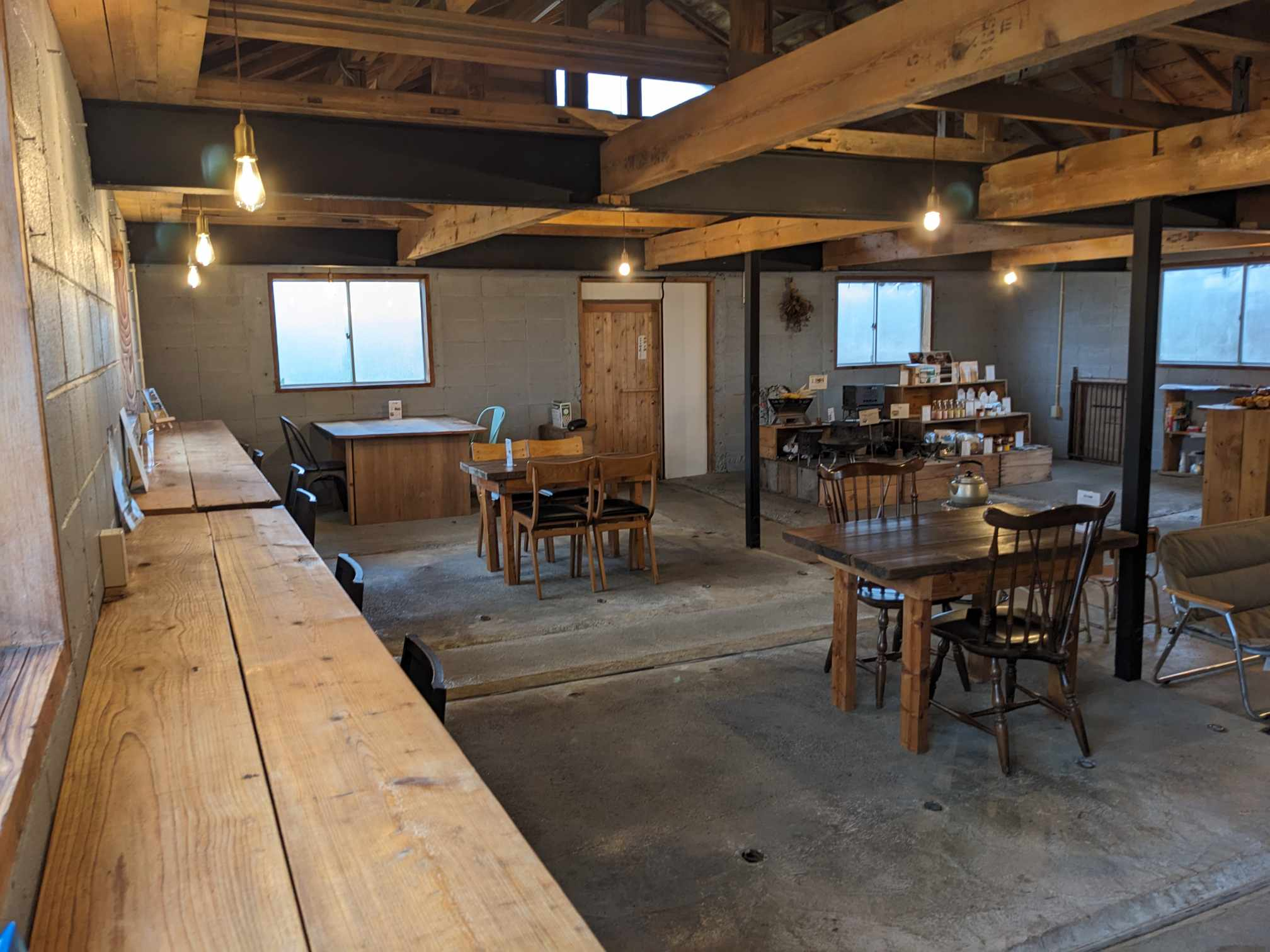
店内（カウンター側）
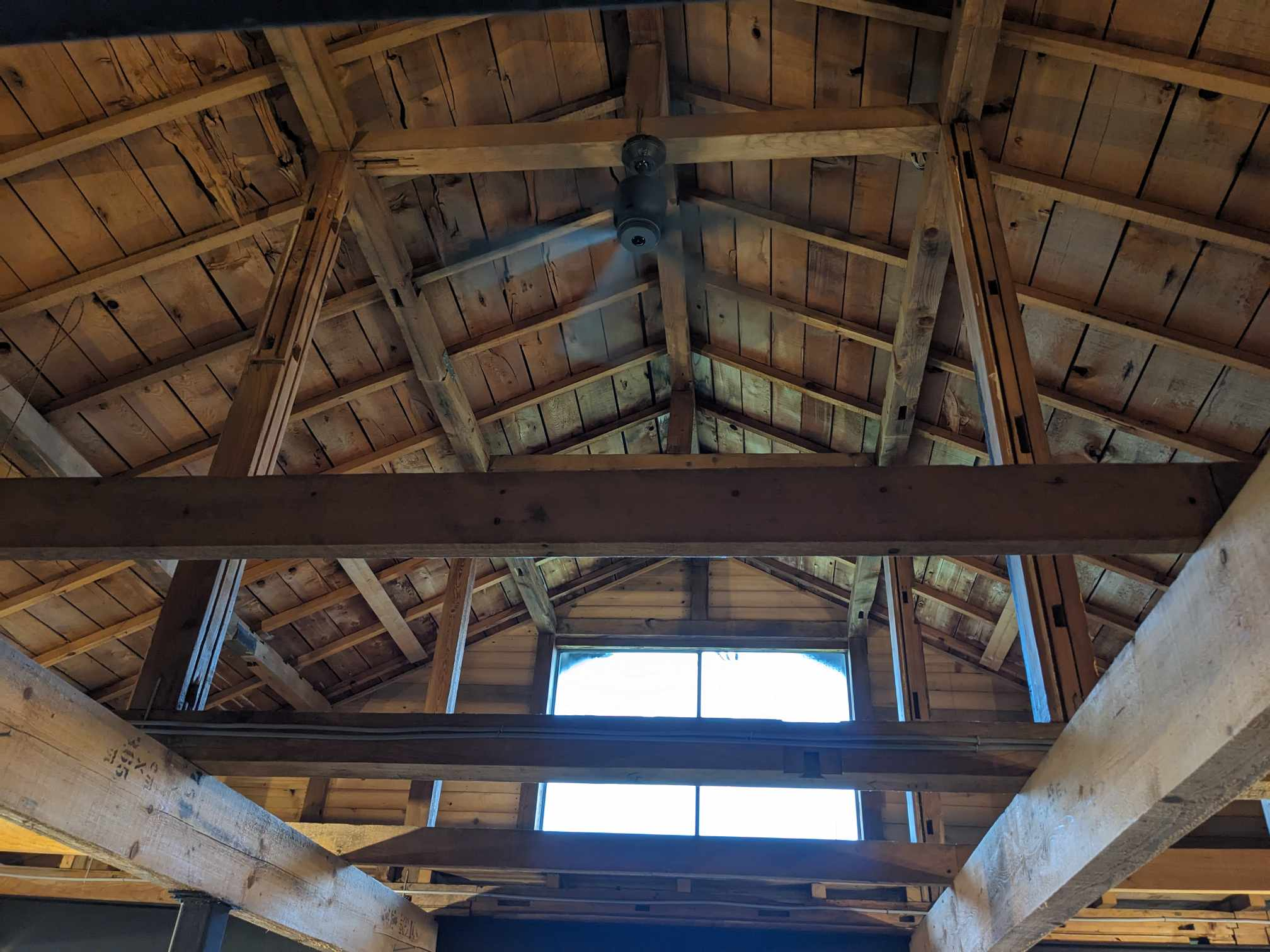
天井
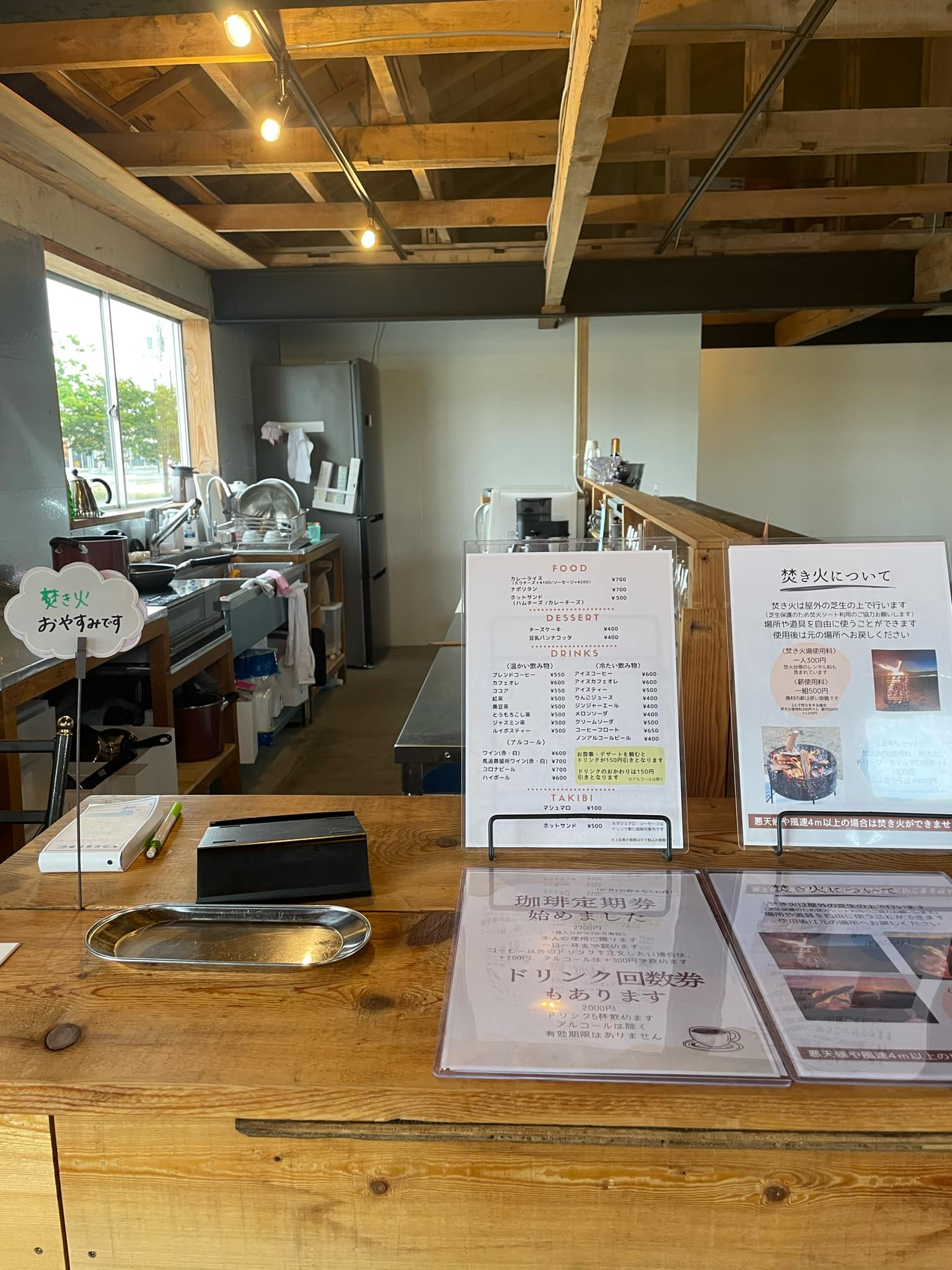
レジ前

## 業務内容

### 飲食

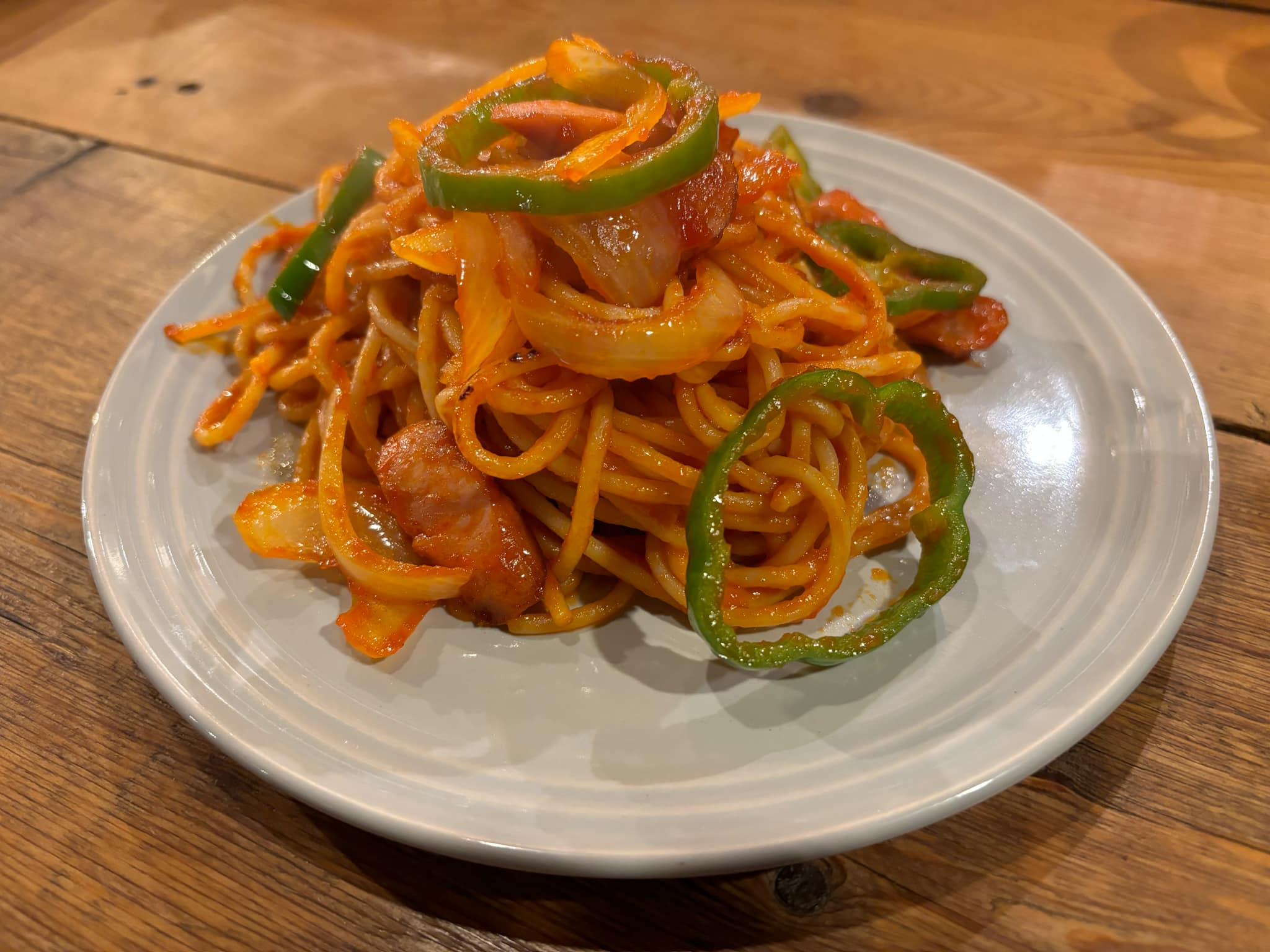
ナポリタン

長沼町内にある「丘の上珈琲」等の豆を使用したコーヒー、自家製栽培の野菜を使用したナポリタン、カレー、ホットサンド、チーズケーキ、マフィンなどを提供している。

### 体験

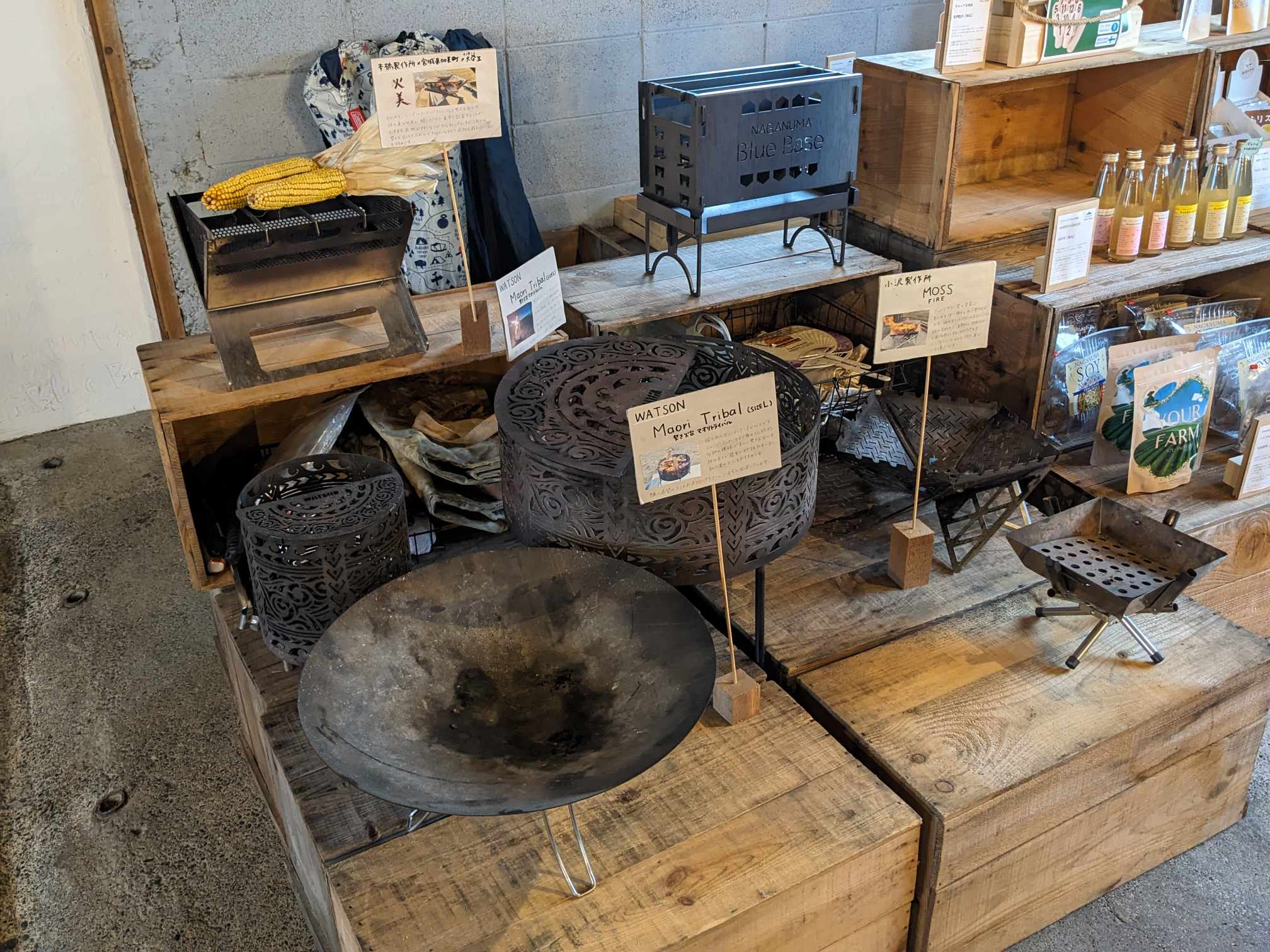
焚火台

- 焚き火体験 ｰ 1名から利用可能で予約不要[7]。薪は使い放題[4]
- コーヒー焙煎体験 ｰ たき火の炎で豆を焙煎して、コーヒーを味わえる[4]。基本は焙煎以外を店側に任せるが、自分で挽いて淹れることも可能[8]
- 他、ホットサンド体験やマシュマロ体験も有る[4]。

### その他
- カフェ他、モルック大会[10]や軒下マルシェ[11]といったイベント開催のほか、大学の報告会[12]やライブ等の貸しスペースとして利用可能[6]。

## 現地情報
- 住所 ｰ 北海道夕張郡長沼町東4線南12番地[6]
- 時間 ｰ 日曜・月曜・火曜は11:30～17:00（ラストオーダーは16：30）、金曜・土曜は20:00まで[6]
- 定休日 ｰ 水曜・木曜、冬季休業[6]
- 交通 ｰ 長沼町中心部から車で約12分[7]
- 席数 ｰ 14席（テーブル6席、カウンター8席）[6]

## メディア出演
- 発見！タカトシランド - 「長沼町でイイとこ探し！」（北海道文化放送、2023年6月9日）[13]
- いっとこ！みんテレ - 「丸山礼と癒やしの長沼へ新定番スポットはココだ！」（北海道文化放送、2024年6月29日）[14]
- どさんこワイド179 - 「福永探偵社〜第二のボールパーク！？謎の新球場を大調査」（札幌テレビ放送、2025年2月5日）[15]